# The Raven Age
The Raven Age je engleski heavy metal sastav, osnovan u Londonu 2009. godine. Osnovali su ga gitarist Dan Wright i George Harris (sin Iron Maidenovog basista Stevea Harrisa).  Godine 2014. sastav je objavio prvi EP, zvan The Raven Age.  Sastav je bio prateći sastav Iron Maidenu, na turneji The Book of Souls World Tour 2016. godine Dana 2. kolovoza 2016., sastav je objavio da će prvi studijski album Darkness Will Rise biti objavljen u prosincu 2016., no na kraju je objavljen u ožujku 2017. godine
Krajem 2018. godine, sastav je najavio izlazak drugog studijskog albuma. Pjesma s albuma "Betrayal of the Mind" objavljena je na službenoj stranici sastava 10. listopada 2018. godine.

## Diskografija
Studijski albumi
- Darkness Will Rise (2017.)
- Conspiracy (2019.)

EP-ovi
- The Raven Age (2014.)

## Članovi
Trenutna postava
- George Harris — gitara (2009.-danas)
- Tony Maue — gitara (2017.-danas)
- Matt Cox — bas gitara (2009.-danas)
- Matt James — vokali (2018.-danas)
- Jai Patel — bubnjevi (2009.-danas)

Bivši članovi
- Dan Wright — gitara (2009. – 2017.)
- Michael Burrough — vokali (2013. – 2017.)